# 人事を尽くして天命を待つ
人事を尽くして天命を待つ（じんじをつくしててんめいをまつ）は、中国からのことわざ。

## 概要
自分ができるだけの全ての努力を尽くしたならば、後は天命に任せて事の成り行きを見守るということを意味する。ここでの人事とは人間が行う事柄で、人間の力でできることを意味する。この人事を尽くすという表現を用いることで、相手に対しては自らは力の限りやれることをやったというニュアンスを伝えることができる。ここでの天命とは、天の命令で天が人に与えた使命ということを意味する。天命を待つという状態は、自分ではどうしょうもできないため天からの命令を受け入れようとするようになっている心の状態のことである。

### 歴史
この言葉は胡寅によって著された『読史管見―紀・武帝』に記されている。ここでは4世紀の中国の東晋王朝の時代に、将軍であった謝安が攻め込んできた異民族の大群を見事に撃退したということがあった。この戦いは王朝の存亡を懸けたという一戦であった。この戦いで謝安は、様々な戦略を駆使して戦いに臨んで勝つことができていた。この謝安の戦いぶりのことを胡寅は『読史管見―紀・武帝』で人事を尽くして天命を待つと述べていた。
任天堂を築いた山内溥は「どんなに人事を尽くしたつもりでも、人間は所詮は天命を待つ心境にはなれない。そういう意味でもわたしは、任天堂の名の由来のごとく、人事を尽くして天命を待つのではなく、単純に「運を天に任せる」という発想を積極的に取りたい」と述べ、このことわざを疑問視した。